# Nomada argentata
Nomada argentata là một loài Hymenoptera trong họ Apidae. Loài này được Herrich-Schäffer mô tả khoa học năm 1839.